# Camden megye (New Jersey)
Camden megye az Amerikai Egyesült Államokban, azon belül New Jersey államban található. Megyeszékhelye Camden, legnagyobb városa Camden. Lakosainak száma 523 485 fő (2020. április 1.). Camden megye Burlington, Atlantic, Gloucester és Philadelphia megyékkel határos.

## Népesség
A megye népességének változása:
| Lakosok száma | 513 682 | 513 668 | 513 689 | 512 854 | 510 923 | 523 485 |
|               | 2010    | 2011    | 2012    | 2013    | 2015    | 2020    |